# Giulio Traballesi

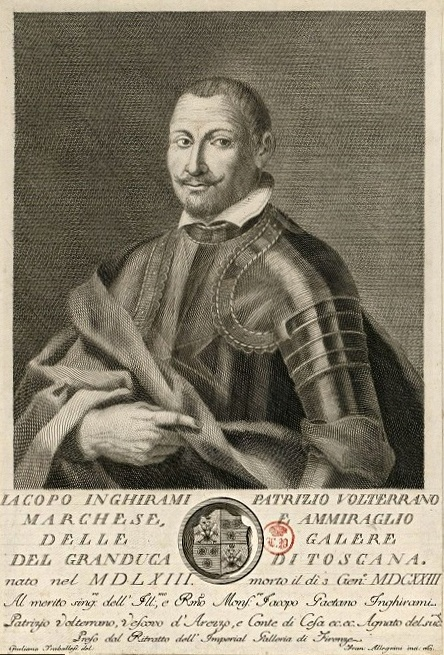
Gravura de Jacopo Inghirami por Giulio Traballesi, 1763

Giulio ou Giuliano Traballesi ou Trabellesi (1727-1812) foi um designer e gravurista italiano.

## Biografia
Ele nasceu em Florença. Depois de treinar com Agostino Veracini e Francesco Conti em Florença, Trabellesi estudou arquitetura com Antonio Galli-Bibiena. Ele ampliou sua experiência estudando pintura baseada nas obras de Antonio da Correggio, em Parma e nos pintores de Bolonha. Em 1775, tornou-se professor de pintura na Pinacoteca de Brera, em Milão, onde seu estilo refletia o neoclassicismo reinante de Mengs. Ele pintou em Milão para as residências de Busca e Serbelloni. Entre seus alunos na academia estava Andrea Appiani.
Seus desenhos para a coleção de retratos de florentinos ilustres foram gravurados por Giuseppe Allegrini e outros. Ele fez gravuras de pintores italianos da Escola de Bolonha, entre eles:
1. La comunione di San Girolamo por Agostino Carracci
2. Sant'Alo e Petronio presso la Vergine e Conversione di San Paolo por Ludovico Carracci
3. La circoncisione por Reni
4. La comunione di Santa Caterina por Giacomo Cavedone